# Carnus
Carnus (лат. , от др.-греч. κάρνος «пасущееся стадо») — род двукрылых насекомых из семейства Carnidae. Паразиты птиц. 5 видов. Неарктика, Палеарктика и Юго-Восточная Азия.

## Описание
Мелкие мухи, длина около 2 мм, тело тёмное (чёрно-бурое). Кровососущие эктопаразиты птенцов птиц. В Европе и северных и умеренных областях Азии и Америки широко распространён вид Carnus hemapterus. У самок отсутствуют 1-5 стерниты брюшка.
Ячейки cup и bm-cu и жилка A1+CuA2 отсутствуют. У молодых особей крылья развиты, а у взрослых отпадают.

## Систематика
5 видов. Группа родов Meoneura+Carnus вместе с родом Enigmocarnus образуют сестринскую группу к роду Hemeromyia. Все вместе они образуют общую кладу с группой из родов Neomeoneurites и вымершего Meoneurites.
- C. floridensis Grimaldi, 1997[1]
- C. hemapterus Nitzsch, 1818[1][6]
- C. mexicana Grimaldi, 1997[1]
- C. occidentalis Grimaldi, 1997[1]
- C. orientalis Maa, 1968[1]